# 国際標準化機構が定める国際標準一覧 (ISO 10000 から ISO 10999 まで)
ISO 9000 から ISO 9999 まで - 国際標準化機構が定める国際標準一覧 - ISO 11000 から ISO 11999 まで
- ISO/IEC TR 10000 情報技術 - 国際標準化プロファイルのフレームワーク及び分類
- ISO 10001 品質マネジメント - 顧客満足 - 組織のための行動規範の指針
- ISO 10002 品質マネジメント - 顧客満足 - 組織における苦情処理の指針
- ISO 10003 品質マネジメント - 顧客満足 - 組織外の紛争解決の指針
- ISO/TS 10004 品質マネジメント - 顧客満足 - 監視及び測定に関する指針
- ISO 10005 品質マネジメントシステム - 品質計画書の指針
- ISO 10006（英語版） 品質マネジメントシステム - プロジェクトにおける品質マネジメントの指針
- ISO 10007（英語版） 品質マネジメントシステム - 構成管理の指針
- ISO 10012（英語版） 計測マネジメントシステム - 測定プロセス及び測定機器の要求事項
- ISO/TR 10013 品質マネジメントシステムの文書類に関する指針
- ISO 10014 品質マネジメント - 財務的及び経済的便益を実現するための指針
- ISO 10015 品質マネジメント - 教育訓練の指針
- ISO/TR 10017 ISO 9001:2000のための統計的手法に関する指針
- ISO 10019 品質マネジメントシステムコンサルタントの選定及びそのサービスの利用のための指針
- ISO/IEC 10021 情報技術 - メッセージ通信処理システム(MHS)
- ISO/IEC 10022 情報技術 - 開放型システム間相互接続 - 物理的サービス定義
- ISO/IEC 10026 情報技術 - 開放型システム間相互接続 - 分散型トランザクション処理
- ISO/IEC 10027 情報技術 - 情報資源辞書システム(IRDS)フレームワーク
- ISO/IEC 10028 情報技術 - システム間電気通信及び情報交換 - ネットワーク層中間システムの中継機能の定義
- ISO/IEC TR 10029 情報技術 - システム間の電気通信及び情報交換 - X.25相互動作単位の操作
- ISO/IEC 10030 情報技術 - システム間電気通信及び情報交換 - ISO/IEC 8878と併用するためのエンドシステム回路選択情報交換プロトコル
- ISO/IEC TR 10032 情報技術 - データ管理の標準モデル
- ISO/IEC TR 10034 プログラム言語規格における適合性規定の解釈の指針
- ISO/IEC 10035 情報技術 - 開放型システム間相互接続 - アソシエーション制御サービス要素のためのコネクションレス型プロトコル：プロトコル仕様
- ISO/IEC 10036 情報技術 - フォント情報交換 - フォント関連識別子の登録手順
- ISO/IEC TR 10037 情報技術 - SGML及びテキスト入力システム - SGML構文型編集システムの指針
- ISO/IEC 10040 情報技術 - 開放型システム間相互接続 - システム管理の概要
- ISO 10041 空気流動力 - 電気空気式連続流量調節弁
- ISO 10042 溶接 - アルミニウム及びその溶接合金のアーク溶接継手 - 不完全部の品質レベル
- ISO 10045 アルペンスキー - 締め具取付範囲 - 試験ネジの要求事項
- ISO 10046 航空機 - 貨物室容積の計算方法
- ISO 10047 繊維 - 布の表面燃焼時間の測定
- ISO 10049 アルミニウム合金鋳物 - 目視によるポロシティ評価
- ISO 10050 潤滑剤、工業油及び関連製品(クラスL) - ファミリT (タービン) - トリアリルリン酸エステルタービン制御流体(カテゴリISO-L-TCD)
- ISO 10051 断熱 - 熱伝達における水分の影響 - 湿性物質の熱透過率の測定
- ISO 10052 音響 - 空気音及び衝撃音の防音並びに使用機器の音の現場測定 - 調査方法
- ISO 10053 音響 - 特殊試験所条件でオフィススクリーン音減衰量の測定
- ISO 10054 内燃圧縮点火機関 - 定常状態で運転する機関-の煙測定装置 - フィルタ式スモークメータ
- ISO 10055 機械的振動 - 船内機器及び機械構成部品の振動試験要求事項
- ISO 10058 マグネサイト及びドロマイト耐火製品の化学分析(蛍光X線法の代替)
- ISO 10059 緻密質耐火れんが - 冷間圧縮強さの測定
- ISO 10060 緻密質耐火れんが - 炭素含有製品の試験方法
- ISO 10062 汚染ガスの低濃度非大気雰囲気での腐食試験
- ISO/TR 10064 円筒歯車 - 検査手順コード
- ISO 10066 可とう性セルラー材料ー圧縮クリープの求め方
- ISO 10068 機械振動及び衝撃 - 駆動点における人間の手-腕系の機械インピーダンス
- ISO 10069 プレス工具 - エラストマー圧力ばね
- ISO 10070 金属粉末 - 定常流量状態におけるバウダベッドの通気性の測定値によるエンベロープ固有面積の測定
- ISO 10071 プレス工具 - ボールロックパンチ
- ISO 10072 成形用工具 - スプルーブッシュ - 寸法
- ISO 10073 成形用工具 - 支柱
- ISO 10074 アルミニウム及びその合金の陽極酸化 - アルミニウム及びその合金の硬質陽極酸化皮膜の仕様
- ISO 10075 精神的作業負荷に関する人間工学の原則 - 一般的用語及び定義
- ISO 10076 金属粉末 - 液体及び減衰測定における重力沈降による粒度分布の測定
- ISO 10077 窓、ドア及びシャッターの熱性能 - 熱貫流率の計算
- ISO 10079 医用吸引機器
- ISO 10080 耐火物製品 - 緻密質耐酸れんがの分類
- ISO 10081 濃密成形耐火物製品の分類
- ISO 10082 プラスチック - フェノール樹脂 - 分類及び試験方法
- ISO 10083 医用ガス配管系統に使用する酸素濃縮供給装置
- ISO 10084 固体肥料 - 酸容性鉱物硫酸塩含有量の測定
- ISO 10086 石炭 - 選炭に使用する凝集剤の評価方法
- ISO 10087 小型船舶 - 船体識別 - コードシステム
- ISO 10088 小型船舶 - 永久設置形燃料装置
- ISO/IEC 10089 情報技術 - 情報交換のための130 mm書換形光ディスクカートリッジ
- ISO/IEC 10090 情報技術 - データ交換のための書換形及び再生専用90 mm光ディスクカートリッジ
- ISO/IEC TR 10091 情報技術 - 130 mm光ディスクカートリッジ追記記録形式の技術事項
- ISO 10093 プラスチック - 引火試験 - 標準発火源
- ISO 10094 空気流動力 - 電気空気式圧力調節弁
- ISO 10096 宇宙航行体 - ナット、六角、溝付き(キャステレート)、短高、リヂュースドアクロスフラット、MJねじ、分類: 450 MPa (周囲温度)/425 ℃、 600 MPa (周囲温度)/235℃、 600 MPa (周囲温度)/325℃、 600 MPa (周囲温度)/315℃、 600 MPa (周囲温度)/650℃、 900 MPa (周囲温度)/235℃、 900 MPa (周囲温度)/235℃、 900 MPa (周囲温度)/730 ℃及び 1100 MPa (周囲温度)/600 ℃ - 寸法
- ISO 10097 ワイヤラインダイヤモンドコア試すい機器 - システムA
- ISO 10098 ワイヤラインダイヤモンドコア試すい機器 - CSSK単位系
- ISO 10099 作動油動力 - シリンダ - 受入れ試験
- ISO 10101 天然ガス - カールフィッシャー滴定法による水分の定量
- ISO 10102 ねじ及びナット用着脱工具 - エンジニア用両口スパナ - レンチの長さ及びヘッドの厚さ
- ISO 10103 ねじ及びナット用着脱工具 - 平及び食違い両口箱スパナ - レンチの長さ及びヘッドの厚さ
- ISO 10104 ねじ及びナット用着脱工具 - 深食違い及び修正食違い両口箱スパナ - レンチの長さ及びヘッドの厚さ
- ISO 10106 光学及びフォトニクス - 環境要求事項
- ISO/TR 10108 鋼 - 硬度値の引張強さ値への変換
- ISO 10109 光学及び光学計器 - 環境要求事項
- ISO 10110 光学及び光学装置 - 環境要求事項
- ISO 10111 金属及びその他の無機質皮膜 - 単位面積質量 - 重量分析及び化学分析の検討
- ISO 10112 制振材料 - 複素弾性率の図形表示
- ISO 10113 金属材料 - 薄板及び帯鋼 - 塑性ひずみ比の測定
- ISO 10115 フランス式タラゴン油(Artemisia dracunculus L.)
- ISO/IEC 10116 情報技術 - セキュリティ技術 - nビットブロック暗号のための運用モード
- ISO/IEC 10118 情報技術 - セキュリティ技術 - ハッシュ関数
- ISO 10119 炭素繊維 - 密度の測定
- ISO 10122 補強材料 - チュブラーブレードスリーブ - 仕様の基礎
- ISO 10123 接着剤 - ピン及びカラー試験片を用いる嫌気性接着剤のせん断強さ試験方法
- ISO 10124 圧力用継目無及び溶接(サプマージアーク溶接を除く）鋼管 - 層状不完全部検出のための超音波探傷試験
- ISO 10126 メッセージ暗号化のための手順（ホールセール）[1]
- ISO/TS 10128 グラフィック技術 - キャラクタリゼーションデータ集合に調和させるための印刷システムの色再現の調整方法
- ISO 10129 ラジアル軸受 - 軸受金属の試験 - 静的条件下の潤滑油による腐食に対する抵抗
- ISO 10130 化粧品 - 分析手法 - ニトロソアミン：HPLC、ポストカラム光分解及び誘導体化による化粧品内のN-ニトロソジエタノールアミン(NDELA)の検出及び定量
- ISO 10131 折りたたみ式ベッド - 安全要求事項及び試験
- ISO 10132 繊維 - フィラメント加工糸 - 定義
- ISO 10133 小型船舶 - 電気系統 - 極低電圧直流据付け
- ISO 10134 小型船舶 - 電気装置 - 避雷システム
- ISO 10135 製品の幾何特性仕様(GPS) - 技術製品文書(TPD)における成形部品の部面法事
- ISO 10136 ガラス及びガラス製品 - 抽出溶液の分析
- ISO 10137 構造物設計の基礎 - 振動に対する建築物及び通路の耐用性
- ISO 10138 鋼及び鉄 - クロム含有量の定量 - フレーム原子吸光分析法
- ISO 10139 歯科 - 可撤義歯用弾性裏装材
- ISO 10140 音響 - 建築要素の遮音性の試験所測定
- ISO 10142 アルミニウムの生産に使用する炭質 - か焼コークス - 試験所振動ミルによる結晶流安定性の測定
- ISO 10143 アルミニウムの生産に使用する炭質 - 電極用か焼コークス - か粒の体積抵抗率の測定
- ISO 10144 コンクリート構造物補強用棒鋼及び鋼線の認証方式
- ISO 10145 ろう付けヘリカル超硬チップを持つエンドミル
- ISO 10146 架橋ポリエチレン(PR-X)管 - 予想強度に対する時間と温度の影響
- ISO 10147 架橋ポリエチレン(PR-X)で製造した管及び管継手 - ゲル含有量の定量による架橋度の推定
- ISO/IEC 10149 情報技術 - 読込専用120 mm光データディスク(CD-ROM)上のデータ交換
- ISO 10153 鋼 - ホウ素含有量の定量 - クルクミン分光分析法
- ISO 10154 軽量金属容器 - スリーピースネックドインぶりき缶 - 上端部の寸法
- ISO 10155 固定発生源排出 - 粒子の質量濃度自動計測 - 性能特性、試験方法及び仕様
- ISO 10156 ガス及びガス混合物 - そく止弁アウトレット選択のための着火ポテンシャル及び酸化能力の求め方
- ISO 10157 写真 - フラッシュ露出計 - 要求事項
- ISO 10160 情報及びドキュメンテーション - 開放型システム間の相互接続 - 図書館相互貸借応用サービスの定義
- ISO 10161 情報及びドキュメンテーション - 開放型システム間相互接続 - 図書館相互貸借応用プロトコル仕様
- ISO/IEC 10164 情報技術 - 開放型システム間相互接続 - システム管理 - オブジェクト管理関数
- ISO/IEC 10165 情報技術 - 開放型システム間相互接続 - 管理情報の構造
- ISO/IEC 10166 情報技術 - テキスト及びオフィスシステム - 文書格納及び検索(DFR)
- ISO/IEC TR 10171 情報技術 - システム間の電気通信及び情報交換 - ハイレベルデータリンク制御(HDLC)手順クラスを活用する標準データリンク層プロトコルのリスト、標準XID書式識別子のリスト、標準モード設定情報フィールド書式識別子のリスト及び標準利用者パラメタ集合識別値のリスト
- ISO/IEC TR 10172 情報技術 - システム間の電気通信及び情報交換 - ネットワーク/トランスポートプロトコル相互動作仕様
- ISO/IEC 10173 情報技術 - システム間の電気通信及び情報交換 - 基準点S及びTに置かれたISDN一次速度アクセスインタフェース用のインタフェースコネクタ及び外部端子割当
- ISO/IEC 10175 情報技術 - テキスト及びオフィスシステム - 文書印刷応用(DPA)
- ISO/IEC TR 10176 情報技術 - プログラム言語規格の作成の指針
- ISO/IEC 10177 情報技術 - システム間の電気通信及び情報交換 - ISO/IEC 8208、X.25パケット層プロトコルを使用する中間システムによるコネクション型ネットワーク内部層サービスの提供
- ISO/IEC 10179 情報技術 - 処理言語 - 文書文体意味論及び仕様言語(DSSSL)
- ISO/IEC 10180 情報技術 - 処理言語 - 標準ページ記述言語(SPDL)
- ISO/IEC 10181 情報技術 - 開放型システム間相互接続 - 開放型システムのためのセキュリティフレームワーク
- ISO/IEC TR 10182 情報技術 - プログラム言語、環境及びシステムソフトウェアインタフェース - 言語結合の指針
- ISO/IEC TR 10183 情報技術 - テキスト及びオフィスシステム - オフィス文書体系(ODA)及び交換書式 - ISO 8613実装試験の技術報告
- ISO 10185 タバコ及びタバコ製品 - 用語集
- ISO 10190 オートバイチェーン - 特性及び試験方法
- ISO 10191 乗用車タイヤ - タイヤ強度の検証 - 試験所試験方法
- ISO/IEC 10192 情報技術 - ホームエレクトロニックシステム(HES)インタフェース
- ISO 10193 はん用軽量金属容器 - 40000 ml以下の円筒及びテーパ丸容器
- ISO/TR 10194 非丸形一般使用計量形金属容器 - 呼び充てん容量及び呼び横断面
- ISO 10196 ドキュメント作画アプリケーション - オリジナルドキュメント作成のための推奨事項
- ISO 10197 マイクログラフィックス - 透明マイクロフィルムのリーダプリンタ - 特性
- ISO 10198 マイクログラフィックス - 16ミリマイクロフィルム用輪転式マイクロフィルムカメラ - 機械的及び工学的特性
- ISO/TR 10201 宇宙航行体 - 電子計器及びシステムの規格
- ISO 10202 金融取引カード - ICカードを利用したセキュリティの構造[2]
- ISO 10203 鉄鉱石 - カルシウムの定量 - フレーム原子吸光分析法
- ISO 10204 鉄鉱石 - マグネシウムの定量 - フレーム原子吸光分析法
- ISO/IEC 10206 情報技術 - プログラム言語 - 拡張パスカル
- ISO 10207 削岩機器 - 呼び22-38ミリの衝撃掘削用ロープねじ込みドリル鋼機器
- ISO 10208 削岩機器 - ロープ左ねじ
- ISO 10209 製図 - 用語集
- ISO 10211 建築におけるサーマルブリッジ - 熱流及び表面温度 - 詳細計算
- ISO 10213 アルミニウム鉱石 - 全鉄含有量の定量 - 三塩化チタン還元法
- ISO 10215 アルミニウム及びその合金の陽極酸化処理 - 写像性の視感測定方法ーチャートスケール法
- ISO 10216 アルミニウム及びアルミニウム合金の陽極酸化 - 写像性の測定方法ー機器測定法
- ISO/TR 10217 太陽エネルギー - 温水装置 - 内部腐食に関する材料選択の手引
- ISO 10218 産業用マニピュレーティングロボット - 安全要求事項
- ISO 10223 繊維機械 - 平たて編機 - ガイドバーの番号付け
- ISO 10226 アルミニウム鉱石 - サンプリングのかたよりを検査する試験方法
- ISO 10227 人対人代替衝突(単一衝撃)の試験及び評価 - 技術的側面の指針
- ISO 10228 クロスカントリースキー - 締付け具取付け範囲 - 試験ネジ要求事項
- ISO 10229 水質 - 淡水魚に対する化学物質の長期毒性の測定 - ニジマスの成長率に対する化学物質の影響の評価法
- ISO 10230 サイクル - スプライン付きハブ及びスプロケット - はめあい寸法
- ISO 10231 モータサイクルタイヤ - タイヤ能力検証の試験方法
- ISO/TR 10232 貨物の一貫輸送用汎用平パレット - 設計等級及び最大使用荷重
- ISO/TR 10233 文書管理アプリケーション - 光ディスク記憶装置の技術、マネジメント及び規格
- ISO 10236 アルミニウム生産用炭質 - 電極用ディレードコークス及びか焼コークス - かさ密度(タップ）の定量
- ISO 10237 アルミニウム生産用炭質 - か焼コークス - 残留水素含有量の定量
- ISO 10238 アルミニウム生産用炭質 - 電極用ピッチ - 計器を用いた方法による硫黄含有量の定量
- ISO 10239 小型船舶 - 液化石油ガス(LPG)システム
- ISO 10240 小型船舶 - 所有者マニュアル
- ISO 10241 国際用語規格 - 作成及びレイアウト
- ISO 10242 プレス工具 - パンチホルダシャンク
- ISO 10243 プレス工具 - 長方形断面を持つ圧縮ばね - ハウジングの寸法及び色コード
- ISO 10244 文書管理 - ビジネスプロセスのベースライン化及び分析
- ISO 10245 クレーン - 制限及び指示装置
- ISO 10247 コンベアベルト - カバーの特性 - 分類
- ISO 10248 液体肥料 - フィルムディスエントレインメントによる懸濁試料の脱気
- ISO 10249 液体肥料 - 予備目視試験及び物理的試験のため標本の調製
- ISO 10251 銅、鉛、亜鉛及びニッケル精鉱 - 乾燥減量の測定
- ISO 10253 水質 - Skeletonema costatum及びPhaeodactylum tricornutumを用いる海藻類の成長抑制試験
- ISO 10254 航空貨物及び地上機器 - 用語
- ISO 10256 アイスホッケー用の防護ヘルメット
- ISO 10258 銅硫化精鉱 - 銅の定量方法 - 滴定法
- ISO 10260 水質 - 生化学的指標の測定 - クロロフィルa濃度の吸光光度定量
- ISO 10261 土工機械 - 製品識別番号システム
- ISO 10262 土工機械 - エキスカベーターオペレータ保護ガードの台上試験及び性能要求事項
- ISO 10263 土工機械 - 運転室内環境
- ISO 10264 土工機械 - キーロック式始動装置
- ISO 10265 土工機械 - クローラ式機械 - ブレーキ装置の性能要求事項及び試験方法
- ISO 10266 土工機械 - 機械の流体系統動作の傾斜限界の測定 - 静的試験方法
- ISO 10268 土工機械 - ダンプトラック及びスクレーパのリターダ - 性能試験方法
- ISO 10270 金属及び合金 - 原子力用ジルコニウム合金の水性腐食試験
- ISO 10271 歯科用金属材料 - 腐食試験方法
- ISO 10272 食料及び動物飼料の細菌検査 - カンピロバクターの検出及び計数のための水平法
- ISO 10273 食物及び動物飼料の微生物学 - 推定病原腸炎エルシニア検出のための水平方法
- ISO 10275 金属材料 - 薄板及び帯鋼 - 加工硬化指数の測定
- ISO 10276 原子力 - 燃料技術 - 放射性物質の輸送に使用する梱包用トラニオン
- ISO 10277 アルミニウム鉱石 - 試料採取精度
- ISO 10278 鋼 - マンガン含有量の定量 - 誘導結合高周波プラズマ発光分析法
- ISO/IEC 10279 情報技術 - プログラム言語 - 完全BASIC
- ISO 10280 鋼及び鉄 - チタン含有量の定量 - ジアンチピリルメタン分光分析法
- ISO 10282 外科用手術用使い捨て滅菌ゴム手袋 - 仕様
- ISO 10283 塗料及びワニス用結合剤 - イソシアネート樹脂中のジイソシアネートモノマーの定量
- ISO 10284 映画 - 図形記号 - 説明
- ISO 10285 転がり軸受け - スリーブ形リニア軸受 - 主要寸法
- ISO 10286 高圧ガス容器 - 用語
- ISO 10289 金属下地場の金属及びその他の無機質皮膜の腐食試験方法 - 腐食試験後の試験片及び製品の等級付け
- ISO 10290 繊維 - 綿糸 - 仕様
- ISO 10291 建築用ガラス - 複層ガラスの定常状態におけるU値(熱貫流率)の測定方法 - 保護熱板法
- ISO 10292 建築用ガラス - 複層ガラスの定常状態におけるU値(熱貫流率)の算定方法
- ISO 10293 建築用ガラス - 複層ガラスの定常状態におけるU値(熱貫流率)の測定方法 - 熱流計法
- ISO 10294 耐火感度試験 - 通気配分システムの防火ダンパ
- ISO 10295 建築要素及び構成部品の燃焼試験 - サービス設備の燃焼試験
- ISO 10296 航空機 - ハイブリッド式遠隔動力制御装置 - 一般要求事項
- ISO 10297 可搬式高圧ガス容器 - 容器弁 - 仕様及び形式試験
- ISO 10298 ガス又はガス混合物の毒性の測定
- ISO 10299 航空宇宙 - ソリッドリベット - 材料及びメートル系列の確認
- ISO 10300 かさ歯車の負荷容量計算方法
- ISO 10301 水質 - 高揮発性ハロゲン化炭化水素の定量 - ガスクロマトグラフ法
- ISO 10302 音響 - 小型排気装置により引き起こされる空気伝播排出騒音及び構造体振動の測定
- ISO 10303 産業オートメーションシステム及び統合 - 製品データ表現方法及び交換
- ISO 10304 水質 - イオンクロマトグラフ法による溶存陰イオンの定量
- ISO/TR 10305 路上走行車 - 電磁界強度計測装置の校正
- ISO 10306 繊維 - 綿繊維 - 空気量法による成熟度の測定
- ISO 10307 石油製品 - 残留燃料油の総沈積量
- ISO 10308 金属被覆 - 有孔試験の解説
- ISO 10309 金属被覆 - 耐食性試験 - フェロキシル試験
- ISO 10310 脳外科インプラント - 埋込み神経刺激装置のマーキング及び包装
- ISO 10312 環境大気 - アスベスト繊維の定量 - 直接移送透過型電子顕微鏡法
- ISO 10313 環境大気 - オゾンの定量 - 化学発光法
- ISO/TR 10314 産業オートメーション - 生産現場生産
- ISO 10315 シガレット - 煙凝縮物中のニコチンの定量 - ガスクロマトグラフィー法
- ISO 10317 転がり軸受 - 円すいころ軸受 - 呼び番号方式
- ISO 10318 ジオシンセティック - 用語及び定義
- ISO 10319 ジオシンセティック - 広幅引張試験
- ISO 10320 ジオテキスタイル及びジオテキスタイル関連製品 - 現場確認
- ISO 10321 ジオシンセティック - 広幅ストリップ法による継目/縫目の引張試験
- ISO 10322 眼光学 - セミフィニッシュト眼鏡レンズブランク
- ISO 10323 歯科用回転機器 - ディスク及びホイールの内径
- ISO 10324 情報及びドキュメンテーション - 蔵書ステートメント - 要旨レベル
- ISO 10325 繊維ロープ - 高弾性率ポリエチレン - 八つ打ちロープ、12打ちロープ及び被覆ロープ
- ISO 10326 機械的振動 - 車両シート振動評価の試験所試験法
- ISO 10327 航空機 - 航空貨物用認定航空コンテナ - 仕様及び試験
- ISO 10328 補綴 - 下肢補綴の構造試験 - 要求事項及び試験方法
- ISO 10329 石炭 - 塑性特性の求め方  -  定トルク・ギーゼラー可塑度計法
- ISO 10330 写真 - シンクロナイザ、発光回路及びカメラと写真用フラッシュ装置の接続 - 電気特性及び試験方法
- ISO 10332 鋼管の非破壊試験 - 水圧特性検証のための圧力用継目無及び溶接(サブマージアーク溶接を除く）鋼管の自動超音波探傷試験
- ISO 10333 個人用落下防止システム
- ISO 10334 外科用インプラント - 縫合糸及び他の用途に使われる可鍛ワイヤ
- ISO 10336 原油 - 水分の定量 - カールフィッシャー電位差滴定法
- ISO 10337 原油 - 水分の定量 - カールフィッシャー電量滴定法
- ISO 10341 眼光学機器 - レフラクターヘッド
- ISO 10342 眼光学機器 - レフラクトメータ
- ISO 10343 眼光学機器 - オフサルモメータ
- ISO 10345 ガラス - 光弾性定数の測定
- ISO 10348 写真 - 処理廃液 - 銀含量の分析方法
- ISO 10349 写真 - 写真用薬品 - 試験方法
- ISO 10350 プラスチック - 比較可能シングルポイントデータの取得及び表示
- ISO 10352 繊維強化プラスチック - 成形材料及びプリプレグ - 単位面積当たり質量の求め方
- ISO 10354 接着剤 - 構造接着接合組立物の耐久性評価法（ウェッジ・テスト)
- ISO 10355 モペット - 照明及び明かりの位置決め-信号装置
- ISO 10356 映画 - 硝酸塩ベース映画フィルムの保管及び取扱い
- ISO/TR 10358 プラスチック管及び管継手 - 総合耐薬品性分類表
- ISO 10359 水質 - ふっ化物の定量
- ISO 10360 製品の幾何特性仕様(GPS) - 三次元座標測定機(CMM)の受入、及び定期試験
- ISO 10361 繊維製床敷物 - ベッターマンドラム及び6脚タンブラ試験機による外見変化の生成
- ISO 10362 シガレット - 煙凝縮物中の水分の定量
- ISO 10363 接着剤 - ホットメルト接着剤 - 熱安定性の慣用測定法
- ISO 10364 構造用接着剤 - 多成分接着剤のポットライフ(作業寿命)の測定法
- ISO 10365 接着剤 - 主要破壊形態の分類
- ISO 10366 プラスチック - メタクリル酸メチル-アクリロニトリル-ブタジエン-スチレン(MABS)成形及び押出し材料
- ISO/IEC 10367 情報技術 - 8ビットコードにおいて使用するための標準化符号化グラフィックス文字集合
- ISO 10368 サーマル貨物コンテナ - 遠隔状態監視
- ISO 10370 石油製品 - 残留炭素の定量 - マイクロ法
- ISO 10371 補強材料 - ブレードテープ - 仕様の基礎
- ISO 10372 油圧流体動力 - 4ポート及び5ポートサーボ弁 - 取付面
- ISO/IEC 10373 識別カード - 試験方法
- ISO 10374 貨物コンテナ - 自動識別
- ISO 10375 非破壊試験 - 超音波探傷試験 - 探触子及び音場の特性化
- ISO 10378 銅、鉛及び亜鉛硫化精鉱 - 金及び銀の定量方法 - 乾式重量法及びフレーム原子吸光分析法
- ISO 10380 配管 - 波形金属ホース及びホースアセンブリ
- ISO 10381 地盤環境 - サンプリング
- ISO 10382 地盤環境 - 有機塩素系殺虫剤及びポリ塩化ビフェニールの定量 - 電子捕獲検出によるガスクロマトグラフ法
- ISO 10383 証券及び関連金融手段 - 交換及びマーケット識別のコード(MIC)
- ISO 10384 化学組成で定義する熱間圧延鋼板
- ISO 10386 フェロボロン - 仕様及び出荷条件
- ISO 10387 金属クロム - 仕様及び出荷条件
- ISO 10390 地盤環境 - pH値の定量
- ISO 10392 2車軸を持つ路上走行車 - 重心の測定
- ISO 10396 固定発生源排出 - 永久設置型監視システムに対するガス濃度の自動測定のためのサンプリング
- ISO 10397 固定発生源排出 - アスベストプラントの排出の定量 - 繊維計数法
- ISO 10398 ゴム - 促進剤の加硫、未加硫配合の識別
- ISO 10399 官能試験 - 方法 - 1対2点試験法
- ISO/TR 10400 石油及び天然ガス工業 - ケーシング及びチュービングそして使用されるケーシング、チュービング、掘り管及びラインパイプの特性のための式及び計算
- ISO 10405 石油及び天然ガス工業 - ケーシングとチュービングの管理及び使用
- ISO 10406 繊維強化ポリマー(FRP)によるコンクリートの補強 - 試験方法
- ISO 10407 石油及び天然ガス工業 - 回転試すい機器
- ISO 10414 石油及び天然ガス工業 - 試すい剤の現場試験
- ISO 10416 石油及び天然ガス工業 - 掘削用流体 - 試験所試験
- ISO 10417 石油及び天然ガス工業 - 地下安全弁系統 - 設計、設置、操作及び修復
- ISO 10418 石油及び天然ガス工業 - 海洋生産プラットフォーム - 基本地上プロセス安全システム
- ISO 10423 石油及び天然ガス工業 - 掘削及び生産機器 - 坑口装置及びクリスマスツリー装置
- ISO 10424 石油及び天然ガス工業 - 回転掘削機器
- ISO 10425 石油及び天然ガス産業用のスチールワイヤロープ - 最小限の要求事項及び受入条件
- ISO 10426 石油及び天然ガス工業 - 杭井のセメンチング用セメント及び材料
- ISO 10427 石油及び天然ガス工業 - 抗井のセメンティング装置
- ISO 10428 石油及び天然ガス工業 - サッカロッド(ポニーロッド、ポリッシュドロッド、カップリング及びサブカップリング) - 仕様
- ISO 10431 石油及び天然ガス工業 - ポンピングユニット - 仕様
- ISO 10432 石油及び天然ガス工業 - ダウンホール装具 - 地下安全弁機器
- ISO 10434 石油、石油化学及び関連産業のためのボルテッドボンネット形スチールゲート弁
- ISO 10437 石油、石油化学及び天然ガス工業 - 蒸気タービン - 特殊用途
- ISO 10438 石油、石油化学及び天然ガス工業 - 給油、シャフトシール及び制御油系統並びに補助装置
- ISO 10439 石油、化学及びガスサービス産業 - 遠心圧縮機
- ISO 10440 石油、石油化学及び天然ガス工業 - 回転式容積式コンプレッサ
- ISO 10441 石油、石油化学及び天然ガス工業 - 機械的動力伝達用たわみ継手 - 特殊用途
- ISO 10442 石油、化学及びガス供給産業 - パッケージ形、一体型歯車式遠心空気圧縮機
- ISO 10447 抵抗溶接 - 抵抗スポット、プロジェクショ溶接部のはく離試験及びのみ試験
- ISO 10448 農業用トラクタ - 器具用油圧
- ISO 10451 歯科 - 歯科用インプラントシステムの技術ファイルの内容
- ISO 10454 トラック及びタイヤ - タイヤ能力の検証 - 試験所試験方法
- ISO 10455 路上走行車 - 高圧回転式ディストリビュータ
- ISO 10456 建築材料及び製品 - 温湿度特性 - 設計値一覧表及び呼び及び設計熱価の測定手順
- ISO 10457 繊維機械 - 染色及び仕上げ機械 - 公称速度
- ISO 10458 繊維機械 - 染色及び仕上げ機械に関連する巻取装置部の角鋼 - 寸法
- ISO 10459 繊維機械 - 染色及び仕上げ機械 - 構成要素の動作範囲の指示
- ISO 10460 高圧ガス容器 - 溶接炭素鋼高圧ガス容器 - 定期点検及び試験
- ISO 10461 高圧ガス容器 - 継目無アルミニウム合金高圧ガス容器 - 定期点検及び試験
- ISO 10462 高圧ガス容器 - 溶解アセチレン用可搬式高圧容器 - 定期点検及保守
- ISO 10464 高圧ガス容器 - 液化石油ガス(LPG)用の再充てん式溶接高圧ガス容器 - 定期検査及び試験
- ISO/TR 10465 非飽和ポリエステル樹脂ベースのフレキシブルガラス強化熱硬化性樹脂管(GRP-UP)の地下埋設
- ISO 10466 プラスチック配管系 - ガラス繊維強化熱硬化プラスチック(GRP)管 - 初期リングたわみ抵抗の測定方法 -
- ISO 10467 加圧式及び重力式排水・下水用のプラスチック配管システム - 不飽和ポリエステル(UP)樹脂を基材とするガラス繊維強化熱硬化性プラスチック（GRP）システム
- ISO 10468 ガラス強化熱硬化性プラスチック(GRP)管 - 湿潤条件下における長期リングクリープ剛性の測定及び湿潤クリープファクターの計算
- ISO 10469 銅硫化精鉱 - 銅の定量方法 - 電解重量法
- ISO 10470 未焙煎コーヒー豆 - 不良品対照表
- ISO 10471 ガラス強化熱硬化性プラスチック(GRP)管 - 湿潤条件下における長期究極曲げひずみ及び長期究極相対リングたわみの測定
- ISO 10472 工業用洗濯機の安全規定
- ISO 10473 ろ紙上の粒子状物質の質量測定 - β線吸収法
- ISO 10474 鋼及び鋼材 - 検査に関する文書
- ISO/TR 10476 ドアセット - 防犯の評価
- ISO 10477 歯科 - ポリマーバースのクラウン及びブリッジ材料
- ISO 10478 石油製品 - 燃料油のアルミニウム及びけい素の定量 - IPC発光分析法及び原子吸光分析法
- ISO 10483 路上走行車 - インテリジェント電源スイッチ
- ISO 10484 ナットの押広げ試験
- ISO 10485 ナットの円錐保証荷重試験
- ISO 10486 乗用車 - カーラジオ識別番号(CRIN)
- ISO 10487 乗用車カーラジオ接続
- ISO/TR 10488 矢印を組み込んでいる図記号 - 適用
- ISO 10494 ガスタービン及び貸すタービン装置 - 発生空中騒音の測定
- ISO 10497 弁の試験 - 着火方式試験要求事項
- ISO 10498 大気 - 二酸化硫黄の定量 - 紫外線蛍光法
- ISO 10499 工業用タイヤ及びリム - タイヤリム用ゴムソリッドタイヤ(メートル系)
- ISO 10500 工業用タイヤ及びリム - 円筒及び円錐ベースのゴムソリッドタイヤ(メートル系)
- ISO/TR 10501 圧力下の液体の輸送のための熱可塑性プラスチック管 - 圧力損失の計算
- ISO 10502 宇宙航行体 - 232℃10、500 kPa以下で使用するポリテトラフルオロエチレン(PTFE)製ホースアセンブリ
- ISO 10504 でんぷん誘導体 - グルコースシロップ、フラクトースシロップ及び水素添加グルコースシロップの組成の測定 - 高性能液体クロマトグラフィーを用いる方法
- ISO 10505 写真 - 写真用フィルムの二乗平均平方根粒度 - 測定法
- ISO 10508 温水及び冷水設備用のプラスチック配管システム - 分類及び設計の手引
- ISO 10509 六角フランジヘッドタッピングねじ
- ISO 10510 平座金付きタッピングねじ及び座金アセンブリ
- ISO 10511 プリベリングトルク形六角低ナット(非金属インサート付き)
- ISO 10512 形状1細目メートルねじプリベリングトルク形六角ナット(非金属インサート付き) - 特性クラス6、8及び10
- ISO 10513 形状2細目メートルねじプリベリングトルク形戻り止めナット(非金属インサート付き) - 特性クラス8、10及び12
- ISO/IEC 10514 情報技術 - プログラム言語
- ISO 10517 手持ち形電動ヘッジトリマ - 安全性
- ISO 10519 菜種 - クロロフィル含有量の定量 - 分光分析法
- ISO 10520 天然でんぷん - でんぷん含有量の定量 - エーベルス偏光分析法
- ISO 10521 路上走行車ー道路荷重
- ISO 10522 農業用灌漑機器 - 直動圧力調整弁
- ISO 10523 水質 - pHの測定
- ISO 10524 医用ガスと共に使用する圧力調整装置
- ISO 10525 6m(20ft)以上の貨物コンテナを扱うカウンタバランストラック - 追加安定度試験
- ISO 10528 繊維 - 燃焼性試験に先立つ織物の商業洗濯手順
- ISO 10530 水質 - 溶存硫化物の定量 - メチレンブルー吸光光度法
- ISO 10531 包装 - 包装貨物試験方法 - ユニットロードの安定性試験
- ISO 10532 土工機械 - 機械に備えた被牽引具 - 性能要求事項
- ISO 10533 土工機械 - リフトアーム支持具
- ISO 10534 音響 - インピーダンス管の吸音率及びインピーダンスの測定
- ISO 10535 身体障害者の移送用ホイスト - 要求事項及び試験方法
- ISO/IEC 10536 識別カード - 外部端子なしICカード - 密結合カード
- ISO 10537 宇宙データ及び情報転送システム - 容器封入サービス
- ISO/IEC 10538 情報技術 - 試験通信のための制御機能
- ISO 10539 動物性及び植物性脂肪及び油 - アルカリ度の測定
- ISO 10540 動物及び植物油脂 - りん含有量の定量
- ISO 10542 身体障害のための技術装置及び介助装置 - 車椅子固定及び乗員拘束装置
- ISO 10543 圧力用継目無鋼管及び熱間引抜き溶接鋼管 - 全周超音波厚さ測定試験
- ISO 10544 コンクリート補強及び溶接金網製造用冷間還元鋼線
- ISO 10545 陶磁器タイル
- ISO 10546 アルミニウム及びアルミニウム合金上の水洗系及び非水洗系クロメート化成皮膜
- ISO 10547 ポリエステル系繊維ロープ  -  二重組打ち構造
- ISO 10548 炭素繊維 - サイジング剤付着率の測定
- ISO 10550 マイクログラフィックス - 平床式カメラ装置 - 性能検査用試験標板A6判アパーチュアカード
- ISO 10551 温熱環境の人間工学 - 主観尺度による温熱環境評価
- ISO 10552 計時装置 - クラウン及びシールド間 - 設計及び寸法
- ISO 10553 時計 - 水晶時計の精度の評価方法
- ISO 10554 ポリアミド系繊維ロープ  -  二重組打ち構造
- ISO 10555 使い捨て滅菌血管カテーテル
- ISO 10556 ポリエステル系/ポリオレフィン系二重繊維の繊維ロープ
- ISO/IEC 10561 情報技術 - 事務機器 - 印刷装置 - スループットを測定するための方法 - クラス1及びクラス2プリンタ
- ISO 10563 建築構造 - シーリング材 - 質量及び体積の変化の測定
- ISO 10564 はんだ付け及びろう付け材料 - 分析用軟質はんだのサンプリング方法
- ISO 10565 脂肪種子 - 油分及び水分の同時定量 - パルス核磁気共鳴分光法による方法
- ISO 10566 水質 - アルミニウムの定量 - ピロカテロールバイオレット吸光光度法
- ISO 10567 土工機械 - 油圧ショベル - 吊上げ能力
- ISO 10570 土工機械 - アーティキュレートフレームのロック - 性能要求事項
- ISO 10571 移動式クレーン及び類似特殊機械用のタイヤ
- ISO 10572 混合ポリオレフィン系繊維ロープ
- ISO 10573 地盤環境 - 不飽和領域の含水比の測定 - 中性子深度探査法
- ISO 10576 統計的手法 - 特定の要求事項への適合性を評価するための指針
- ISO 10578 製図 - 姿勢及び位置の公差表示方式 - 突出公差域
- ISO 10579 製品の幾何特性仕様(GPS) - 寸法及び公差の表示方式 - 非剛性部品
- ISO 10580 弾性、繊維及び積層床仕上げ材 - 揮発性有機物質(VOC)放出の試験方法
- ISO 10582 弾性床仕上げ材 - 不均一ポリ(塩化ビニル)床仕上げ材 - 仕様
- ISO 10583 宇宙航行体流体システム - 管/管継手アセンブリの試験方法
- ISO 10585 情報及びドキュメンテーション - 書誌情報交換用米語アルファベットコード化文字集合
- ISO 10586 情報及びドキュメンテーション - 書誌情報交換用グルジア語アルファベットコード化文字集合
- ISO 10587 金属及びその他の無機質皮膜 - 金属被覆及び非被覆おねじ製品及びロッドの残留脆性の試験 - 傾斜くさび法
- ISO/IEC 10588 情報技術 - OSIコネンクション型ネットワークサービスを提供するためのX.21/X.21ビスとのX.25パケット層プロトコルの併用
- ISO/IEC 10589 情報技術 - システム間の電気通信及び情報交換 - コネクションレス型ネットワークサービス(ISO 8473)を提供するためのプロトコルとの併用のための中間システム間ドメイン内経路選択情報交換プロトコル
- ISO 10590 建築構造 - シーリング材 - 水浸後の伸張維持状態でのシーリング材の引張特性の測定
- ISO 10591 建築構造 - シーリング材 - 水浸後のシーリング材の接着/凝集特性の測定
- ISO 10592 小型船舶 - 油圧かじ取り装置
- ISO/TR 10593 マイクログラフィックス - マイクロフィルムジャケットの使用
- ISO 10594 マイクログラフィックス - 輪転式カメラ - 性能検査用試験標板
- ISO 10595 弾性床仕上げ材 - 半弾力性/ビニル化合物(VCT)ポリ(塩化ビニル)床タイル - 仕様
- ISO 10596 船舶及び海洋技術 - 船舶用風向計及び風速計
- ISO 10597 路上走行車 - 商用車両のフラットアタッチメント固定ナット - 試験方法
- ISO 10599 カーラジオ - アンテナコネクタ
- ISO 10601 塗料用雲母状酸化鉄顔料 - 規格及び試験方法
- ISO/TR 10603 路上走行車 - 照明及び照明信号装置に関する法的局面
- ISO 10604 路上走行車 - ヘッドランプ光線方向測定機器
- ISO 10605 路上走行車 - 静電放電による電気的妨害の試験方法
- ISO/IEC ISP 10608 情報技術 - 国際標準化プロファイルTAnnnn - コネクションレス型ネットワークサービスを通過するコネクション型トランスポートサービス
- ISO/IEC ISP 10609 情報技術 - 国際標準化プロファイルTB、TC、TD及びTE - コネクション型ネットワークサービスを通過するコネクション型トランスポートサービス
- ISO/IEC ISP 10611 情報技術 - 国際標準化プロファイルAMH1n - メッセージ通信処理システム - 共通メッセージ通信
- ISO/IEC ISP 10613 情報技術 - 国際標準化プロファイルRA - コネクションレス型ネットワークサービスの中継
- ISO/IEC ISP 10615 情報技術 - 国際標準化プロファイルADInn - OSIディレクトリ
- ISO 10617 繊維 - 比色分析通信のための標準データフォーマット - 繊維及び関連測定
- ISO 10618 炭素繊維 - 樹脂含浸ヤーンの引張特性の測定
- ISO 10620 乾燥アママヨナラ(Origanum majorana L.) - 仕様
- ISO 10621 乾燥ピーマン(Piper nigrum L.) - 仕様
- ISO 10622 大カルダモン(Amoum subulatum Roxb.)
- ISO 10624 エレミ種子(Canarium luzonicum Miq.)
- ISO 10625 収穫物保護機器 - スプレイヤノズル - 識別用色記号化
- ISO 10626 収穫物保護機器 - スプレイヤ - バイオネット固定式ノズルの接続寸法
- ISO 10627 農業用噴霧装置 - データシート
- ISO 10628 プラント工程図 - 通則
- ISO 10629 原料光学ガラス - 50℃における水溶性アルカリ溶液に対する腐食耐性 - 試験方法及び仕様
- ISO 10630 工業用プレートスクリーン - 仕様及び試験法
- ISO 10631 はん用金属バタフライ弁
- ISO 10632 脂肪種子 - 油分及び水分の同時定量 - パルス核磁気共鳴分光法による方法
- ISO 10633 脂肪種子 - グルコシノレート含有量の定量 - 高性能液体クロマトグラフィー
- ISO 10634 水質 - 水中における生分解性評価のための貧溶性有機化合物の調整と取り扱いの指針
- ISO 10635 耐火物製品 - セラミックファイバ製品の試験方法
- ISO 10636 写真 - 処理薬品 - チオ硫酸ナトリウム[無水,結晶(五水)]の代様
- ISO 10637 歯科機器 - 高容量及び中容量吸引装置
- ISO 10638 ゴム - ガスクロマトグラフィ/質量分析法による劣化防止剤の同定
- ISO 10639 加圧式及び重力式給水用のプラスチック配管システム - 不飽和ポリエステル(UP)樹脂を基材とするガラス繊維強化熱硬化性プラスチック（GRP）システム
- ISO/IEC 10641 情報技術 - コンピュータグラフィックス及び画像処理 - グラフィックス規格の実装の適合試験
- ISO 10642 六角穴皿頭ねじ
- ISO 10643 平行キー及びほぞドライブ付きカッターアーバ附属品の寸法
- ISO 10644 平座金付き鋼鉄製ねじ及び座金アセンブリ  -  座金硬度等級200 HV及び300 HV
- ISO 10645 原子炉 - 軽水炉 - 燃料崩壊熱の計算
- ISO/IEC 10646 情報技術 - ユニバーサルマルチプルオクテット符号化文字集合(UCS)
- ISO 10648 密閉囲い
- ISO 10649 平行キー及びほぞドライブ付きカッターアーバ
- ISO 10650 歯科 - 電動重合アクチベータ
- ISO 10651 医用肺換気装置 - 基本安全及び必須性能に関する特定要求事項
- ISO/TR 10652 布の標準サイズ系
- ISO 10653 軽量金属容器 - オープントップ丸缶 - 総呼び蓋付き容量で定義された缶
- ISO 10654 軽量金属容器 - オープントップ丸缶 - 呼び重点容量で定義された追加ガス入り液体製品用缶
- ISO 10656 電気抵抗溶接 - 溶接ガン用集積変圧器
- ISO/TR 10657 ISO 76に関する説明
- ISO 10663 フランジ付き六角ナット - 細目ねじ
- ISO 10664 ボルト及びねじの6片内方向推進特性
- ISO 10666 タッピンねじ付き穴あけねじ - 機械的及び機能的特性
- ISO 10668 ブランド価値評価 - 金銭的ブランド価値評価の要求事項
- ISO 10669 タッピンねじ及び座金アセンブリ用平座金 - 普通及び大シリーズ - 製品等級A
- ISO 10673 ねじ及び座金アセンブリ用平座金 - 小、中及び大シリーズ - 製品等級A
- ISO/TS 10674 格付けサービス - 非上場法人の信用度の評価
- ISO 10675 溶接部の非破壊試験 - 放射線透過試験の合格レベル
- ISO 10676 ファインセラミック(先進セラミック、先進技術セラミック) - 活性酸素の形成能力の測定による半導体光触媒材料の浄水能力の試験方法
- ISO 10678 ファインセラミック(先進セラミック、先進技術セラミック) - メチレンブルーの分解による水性媒体内の表面の光触媒作用の求め方
- ISO 10679 鋼 - 鋳造工具鋼
- ISO 10681 路上走行車 - フレックスレイ通信
- ISO 10683 ファスナ - 非電気亜鉛フレーク被覆
- ISO 10684 ファスナ - 溶融亜鉛めっき
- ISO 10691 高圧ガス容器 - 液化石油ガス(LPG)用の再充てん式溶接高圧ガス容器 - 充てん前、充てん中及び充てん後の点検手順
- ISO 10692 高圧ガス容器 - マイクロエレクトロニクス産業用の高圧ガス容器弁接続
- ISO 10693 地盤環境 - 炭酸塩の含有量の定量 - 体積法
- ISO 10694 地盤環境 - 乾燥燃焼後の有機物と全炭素量の定量(元素分析)
- ISO 10695 選択された有機窒素とリン化合物の定量 - ガスクロマトグラフィ
- ISO 10697 鋼 - フレーム原子吸光分析法によるカルシウム含有量の定量
- ISO 10698 鋼 - アンチモン含有量の定量 - 電気加熱原子吸光分析法によるカルシウム含有量の定量
- ISO 10700 鋼及び鉄 - マンガン含有量の定量 - フレーム原子吸光分析法
- ISO 10701 鋼及び鉄 - 硫黄含有量の定量 - メチレンブルー分光分析法
- ISO 10702 鋼及び鉄 - 窒素含有量の定量 - 蒸留後滴定法
- ISO 10703 水質 - 放射性核種の活性濃度の定量 - 高分解能ガンマ線スペクトロメトリーによる方法
- ISO 10704 水質 - 非塩水中の総アルファ及び総ベータ放射能の測定 - 薄厚源直接堆積法
- ISO 10705 水質 - パクテリオファージの検出と計数
- ISO 10706 水質 - ミジンコに対する長期毒性試験
- ISO 10707 水質 - 有機化合物の好気性微生物による最終生分解性の水中における評価 - 密閉型試験による生物化学的酸素要求量分析法
- ISO 10708 水質 - 有機化合物の好気性微生物による最大生分解性の水中における評価 - 2相密閉瓶試験における生物化学的酸素要求量の測定
- ISO 10710 水質 - 海水及び汽水域に生息するmacroalga Ceramium tenuicorne（大型藻類：紅藻）による生育阻害試験
- ISO 10712 水質 - 水成分のバクテリアへの抑制影響の測定(シュードモナスセル増殖抑制試験)
- ISO 10713 宝石類 - 金合金コーティング
- ISO 10714 鋼及び鉄 - りん含有量の定量 - フォスフォロバナドモリブート分光分析法
- ISO 10715 天然ガス - サンプリングの指針
- ISO 10716 紙及び板紙 - アルカリ保有量試験方法
- ISO 10717 履き物 - スライドファスナの試験方法 - 破裂強さ
- ISO 10718 コルク栓 - アルコール培地で生育可能な酵母、かび及び細菌のコロニー形成単位の計数
- ISO/TR 10719 鉄鋼 - 非化合炭素の定量 - 誘導路における燃焼後の赤外吸収法
- ISO 10720 鋼及び鉄 - 窒素含有量の定量 - 不活性ガス流での融合後の過熱熱伝導測定法
- ISO 10721 鋼構造物
- ISO 10722 ジオシンセティック - 繰返し負荷のもとでの機械的損傷の評価のための指数試験手順 - 粒状材料による損傷
- ISO 10723 天然ガス - オンライン分析システムの性能評価
- ISO 10724 プラスチック - 熱硬化粉末成形材料(PMC)の試験片の射出成形品
- ISO 10725 バルクマテリアルに対する抜取検査方式及び手順
- ISO 10726 携帯式チェーンソー - チェーンキャッチャ - 寸法及び機械的強度
- ISO 10727 固体状の茶及びティーバッグ - カフェイン含有量の定量 - 高性能液体クロマトグラフィーを用いる方法
- ISO/IEC 10728 情報技術 - 情報資源辞書システム(IRDS)サービスインタフェース
- ISO/IEC TR 10730 情報技術 - 開放型システム間相互接続 - 命名及びアドレス指定の手引
- ISO/IEC 10731 情報技術 - 開放型システム間相互接続 - 基本基準モデル - OSIサービスの定義のための規則
- ISO/IEC 10732 情報技術 - 電話網を通してOSIコネクション型ネットワークサービスを提供するためのX.25パケット層プロトコルの使用
- ISO/IEC 10733 情報技術 - OSIネットワーク層に関連する管理情報の要素
- ISO/IEC 10736 情報技術 - システム間の電気通信及び情報交換 - トランスポート層セキュリティプロトコル
- ISO/IEC 10737 情報技術 - OSIトランスポート層に関連する管理情報の要素
- ISO/IEC 10741 情報技術 - ユーザシステムインタフェース - 対話相互動作
- ISO/IEC 10742 情報技術 - システム間の電気通信及び情報交換 - OSIデータリンク層規格に関連する管理情報の要素
- ISO/IEC 10744 情報技術 - ハイパメディア・タイム基盤構造化言語(HyTime)
- ISO/IEC 10745 情報技術 - 開放型システム間相互接続 - 上部層セキュリティモデル
- ISO/IEC 10746 情報技術 - 開放型分散処理 - 基準モデル
- ISO/IEC 10747 情報技術 - システム間の電気通信及び情報交換 - ISO 8473 PDUの転送を支援するための中間システム間のドメイン間経路選択情報交換のためのプロトコル
- ISO 10748 履き物 - スライドファスナの試験方法 - スライダ固定強度
- ISO 10752 石炭分粒機器 - 性能評価
- ISO 10753 選炭工場 - 石棺関連材料の水中での易分解性の評価
- ISO 10754 情報及びドキュメンテーション - 書誌情報交換のためのキリル文字アルファベットコードの文字集合の非スラブ言語への拡大
- ISO 10762 油圧動力 - シリンダ取付寸法 - 10 Mpa(100バール)系列
- ISO 10763 油圧動力 - シリンダ取付寸法 - プエインエンド継目無溶接精密鋼管 - 寸法及び呼び使用圧力
- ISO 10765 履き物 - 弾性材料の特性分類のための試験方法 - 引張性能
- ISO 10766 油圧動力 - シリンダ - ピストン及びロッドの長方形断面切削軌道輪のハウジング寸法
- ISO 10767 油圧動力 - システム及び構成部品で発生した圧力リップルレベルの測定
- ISO 10768 履き物 - 履き物用弾性材料の繰返し伸張に対する耐性を求めるための試験方法 - 疲労耐性
- ISO 10770 油圧動力 - 電気変調油圧制御弁
- ISO 10771 油圧動力 - 金属性圧力封入容器の疲労圧力試験
- ISO 10775 紙、板紙及びパルプ - カドミウム含有量試験方法 - 原子吸光分光分析法
- ISO/IEC 10779 情報技術 - 高齢者及び障害者のための事務機器の使いやすさの指針
- ISO 10780 固定発生源排出 - ダクト中のガスの速度と流量の測定
- ISO/HL7 10781 電子健康記録システム機能モデル、リリース1.1
- ISO 10782 繊維工程の制御及び監視のためのデータ要素の定義及び属性
- ISO 10787 繊維機械及び附属品 - ヘルドフレーム
- ISO 10790 暗きょにおける流量の測定 - コリオリスメータの選択、設置及び使用に関する指針(質量流量、密度及び体積流量の測定)
- ISO 10791 マシニングセンタの検査
- ISO 10792 宇宙航行体 - 自動注油ライナを持つ耐食性鋼の機体用球面滑り軸受
- ISO 10799 構造用鋼材 - 冷間成形溶接中空形鋼 - 技術的出荷要求事項
- ISO 10801 ナノテクノロジ - 気化/凝結法を用いる吸入毒性試験のための金属ナノ粒子の生成
- ISO 10802 延性鉄水圧管路 - 据付け後の水圧試験
- ISO 10803 延性鉄管の設計方法
- ISO 10804 延性鉄水圧管路の制限継手システム - 設計規則及び形式試験
- ISO 10806 配管工事 - 波形金属ホース用管継手
- ISO 10807 配管工事 - 爆発性雰囲気での電気ケーブル保護のための波形可とう金属ホースアセンブリ
- ISO 10808 ナノテクノロジ  - 吸入毒性試験のための吸入暴露室内の金属ナノ粒子のキャラクタリゼーション
- ISO/TR 10809 鋳鉄
- ISO 10810 表面化学分析 - X線光電子分光法 - 分析の指針
- ISO/TS 10811 機械振動及び衝撃 - 敏感な装置を備えた建築物の中の振動及び衝撃
- ISO 10813 振動発生機 - 選択のための手引
- ISO 10814 機械振動 - 機械の不釣合いの変化の起きやすさ及び感度
- ISO 10815 機械振動 - 列車の通過によって鉄道トンネル内部に発生する振動の測定
- ISO 10816 機械振動 - 非回転部の測定による機械振動の評価
- ISO 10817 回転軸振動測定装置
- ISO 10819 機械振動及び衝撃 - 手腕系振動 - 掌における手袋の振動伝達率
- ISO 10821 工業用ミシン - ミシン、ユニット及びシステムの安全要求事項
- ISO 10823 ローラチェーン駆動装置の選択指針
- ISO 10825 歯車 - 歯面の磨耗及び損傷 - 用語
- ISO/TR 10828 ウォームギヤ - ウォームの歯形
- ISO/TS 10832 地盤環境 - 汚染物質の菌根類への作用 - 胞子発芽試験
- ISO 10833 繊維製床敷物 - 新ベッターマンドラム試験を使用する裁ち目の損傷抵抗の測定
- ISO 10834 繊維製床敷物 - バッキング上のパイル厚さの非破壊測定 - WRONZゲージ法
- ISO 10835 直接還元鉄及びホットブリケットアイアン - サンプリング及び試料調製
- ISO 10838 気体燃料供給用ポリエチレン配管系統用機械継手
- ISO/TS 10839 気体燃料供給用のポリエチレン管及び管継手 - 設計、取扱い及び据付けの手順コード
- ISO 10840 プラスチック - 標準燃焼試験の使用の指針
- ISO 10841 航空機 - 大型航空機用配膳車両 - 機能的要求事項
- ISO 10842 航空機 - 地上サービス連結部 - 場所及びタイプ
- ISO 10843 音響 - シングルインパルス及びインパルス系の記述及び物理的測定方法
- ISO 10844 音響 - 路上走行車及びそのタイヤから発生する騒音測定のための試験トラックの仕様
- ISO 10845 建設調達
- ISO 10846 音響及び振動 - 弾性エレメントの振動音響伝送特性の試験所測定
- ISO 10847 すべてのタイプの屋外騒音バリアの挿入損失の現場測定
- ISO 10848 音響 - 隣接室間での空気音及び衝撃音の側路伝搬の試験所測定
- ISO 10849 固定発生源排出 - 窒素酸化物の質量濃度定量 - 自動計測システムの性能特性と校正
- ISO/IEC 10859 情報技術 - 8ビット後方境界面インタフェース：マイクロコンピュータ用STEbus及び機械的コア仕様
- ISO/IEC 10861 情報技術 - マイクロプロセッサシステム - 高速同期32ビットバス：MULTIBUS II
- ISO 10862 小型船舶 - トラピーズハーネスの急速解除システム
- ISO/TS 10867 ナノテクノロジ  - 近赤外線フォトルミネセンス分光法による単一壁カーボンナノチューブのキャラクタリゼーション
- ISO 10869 モミの針状葉の油、シベリアモミ(Abies sibirica Ledeb.)
- ISO 10872 水質 - 線虫(線形動物門)の成長、多産性及び繁殖に関する堆積物及び土壌サンプルの毒作用の求め方
- ISO 10873 歯科 - 義歯接着剤
- ISO 10874 弾性、繊維及び積層床仕上げ材 - 分類
- ISO 10880 非破壊試験 - 赤外線サーモグラフィ試験 - 一般原理
- ISO 10882 溶接及び関連工程における健康及び安全 - 操作者の呼吸範囲における空中粒子及び気体のサンプリング
- ISO/IEC 10885 情報技術 - 情報交換のための356 mm光ディスクカートリッジ - 追記形
- ISO 10887 キー型3ジョードリルチャック - 仕様
- ISO 10888 キー無型3ジョードリルチャック - 仕様
- ISO 10889 丸シャンクを有する工具ホルダ
- ISO 10890 塗料及びワニス - マスバランス計算による防汚塗料からの殺虫成分放出率のモデリング
- ISO/TS 10891 貨物コンテナ - 無線周波識別(RFID) - ライセンスプレートタグ
- ISO 10897 テーパ比1:10の工具ホルダ用コレット - コレット、ホルダ、ナット
- ISO 10898 スポットドリル
- ISO 10899 高速度鋼2溝ツイストドリル - 技術仕様
- ISO 10907 成形工具 - 位置決めリング
- ISO 10910 チップブレーカ付きスローアウェイチップに対するチップ制御近似範囲の識別及び指定
- ISO 10911 ストレートシャンクを持つ超硬合金むくエンドミル - 寸法
- ISO 10914 ねじ及びナット用アセンブリ - スプライン駆動用ソケット及びレンチ
- ISO/IEC 10918 情報技術 - 連続階調静止画像のディジタル圧縮及び符号処理
- ISO 10919 オリエンタル葉 - 梱包
- ISO 10924 路上走行車 - サーキットブレーカ
- ISO 10928 プラスチック配管システムーガラス繊維強化熱硬化プラスチック(GRP)管及び菅継手 - 回帰分析法及びその利用
- ISO 10931 工業用プラスチック配管システム - ポリふっ化ビニリデン - (PVDF) - 構成部品及びシステムの使用
- ISO 10932 牛乳及び乳製品 - ビフィズス菌及び非エンテロコッカス乳酸菌(LAB)に適用できる抗生物質の最小発育阻止濃度(MIC)の測定
- ISO 10933 ガス配管系統用ポリエチレン(PE)弁
- ISO 10934 光学及び光学機器 - 顕微鏡検査の用語
- ISO 10935 顕微鏡 - インタフェース接続C形
- ISO 10936 光学及び光学機器 - 手術用顕微鏡
- ISO 10937 光学及び光学機器 - 顕微鏡 - 交換式接眼レンズ
- ISO 10938 眼光学機器 - チャートプロジェクタ
- ISO 10939 眼光学機器 - 細げき灯顕微鏡
- ISO 10940 眼光学機器 - 眼底カメラ
- ISO 10942 眼光学機器 - 直像検眼鏡
- ISO 10943 眼光学機器 - 倒像検眼鏡
- ISO 10944 眼光学機器 - シノプトフォア
- ISO 10945 油圧動力 - 気体式アキュムレータ - ガスポートの寸法
- ISO 10946 油圧動力 - セパレータを持つ気体式アキュムレータ - 優先油圧ポートの選択
- ISO/TR 10949 油圧動力 - 構成部品の清浄度 - 製造から据付けまでの構成部品の清浄度の達成及び管理の指針
- ISO 10952 プラスチック配管システム - ガラス繊維強化熱硬化プラスチック(GRP)管及び継手 - たわみ状態の断面内部の化学的腐食耐性の測定
- ISO 10955 宇宙航行体 - 航空機制御ワイヤロープ用継手金具及びターンバレル - 技術仕様
- ISO 10957 情報及びドキュメンテーション - 国際標準楽譜番号(ISMN)
- ISO 10958 スノーボード - 締め具取付け範囲
- ISO 10959 宇宙航行体 - MJねじ - 目盛定め
- ISO 10960 ゴム、プラスチックホース - 動的条件下における耐オゾン性評価
- ISO 10961 高圧ガス容器 - 容器バンドル - 設計、製造、試験及び検査
- ISO 10962 有価証券及び関連金融証券 - 金融証券の分類(CFIコード)
- ISO 10964 接着剤 - 嫌気性接着剤のトルク強さ測定
- ISO 10965 繊維性床敷物 - 電気抵抗の定量
- ISO 10966 スポーツ及びレクリエーション用具 - 日よけ及びキャンピング用織物 - 仕様
- ISO/IEC 10967 情報技術 - 言語独立算術
- ISO 10968 土工機械 - 操縦装置
- ISO 10972 クレーン - 機械装置の要求事項
- ISO 10973 クレーン - 予備品マニュアル
- ISO 10975 農業用トラクタ及び機械 - オペレータ制御式トラクタ及び自動推進式機械の自動誘導システム - 安全要求事項
- ISO 10979 発電炉用燃料集合体の識別
- ISO 10980 濃度測定に使用する参照溶液力価の確認
- ISO 10981 原子力燃料技術 - 再処理プラントにおける溶解槽溶液中のウランの定量 - 液体クロマトグラフ法
- ISO/TR 10982 路上走行車 - 膨張エアバッグとの位置ずれ車両乗員の相互作用を評価するための試験手順
- ISO 10983 木材構造物 - 一枚板フィンガージョイント接合 - 生産要求事項
- ISO 10984 木造構造物 - だぼ付き留め具
- ISO 10985 注入ボトル及び注入小びん用アルミニウム-プラスチックコンビネーション製キャップ - 要求事項及び試験方法
- ISO/TR 10989 標準物質 - RM類別の手引及び使用する主要語
- ISO 10990 動物(ほ乳類）用わな
- ISO 10991 マイクロプロセス工学 - 用語
- ISO 10993 医療機器の生物学的評価
- ISO/IEC 10994 情報技術 - 各面の80トラック上で31,831 ftpradの変形周波数変調記録を使用する90 mmフレキシブルディスクカートリッジ上のデータ交換 - ISOタイプ303
- ISO/IEC 10995 情報技術 - 情報交換及び保存のためのデジタル記録媒体 - 光媒体の記録保存寿命の評価のための試験方法
- ISO 10996 写真 - スライド映写機 - ノイズ要因の求め方
- ISO 10997 乗用車 - 変形式可動バリアによる横方向衝撃 - 現尺試験
- ISO 10998 農業用トラクタ  -  ステアリング要求事項